# Джибуті на літніх Олімпійських іграх 2016
Джибуті на літніх Олімпійських іграх 2016 був представлений 8 спортсменами в 3 видах спорту. Жодних медалей спортсмени Джибуті не завоювали.

## Спортсмени
| Дисципліна     | Чоловіки | Жінки | Разом |
| -------------- | -------- | ----- | ----- |
| Легка атлетика | 5        | 1     | 6     |
| Дзюдо          | 1        | 0     | 1     |
| Плавання       | 1        | 0     | 1     |
| Разом          | 7        | 1     | 8     |

## Легка атлетика
Легенда

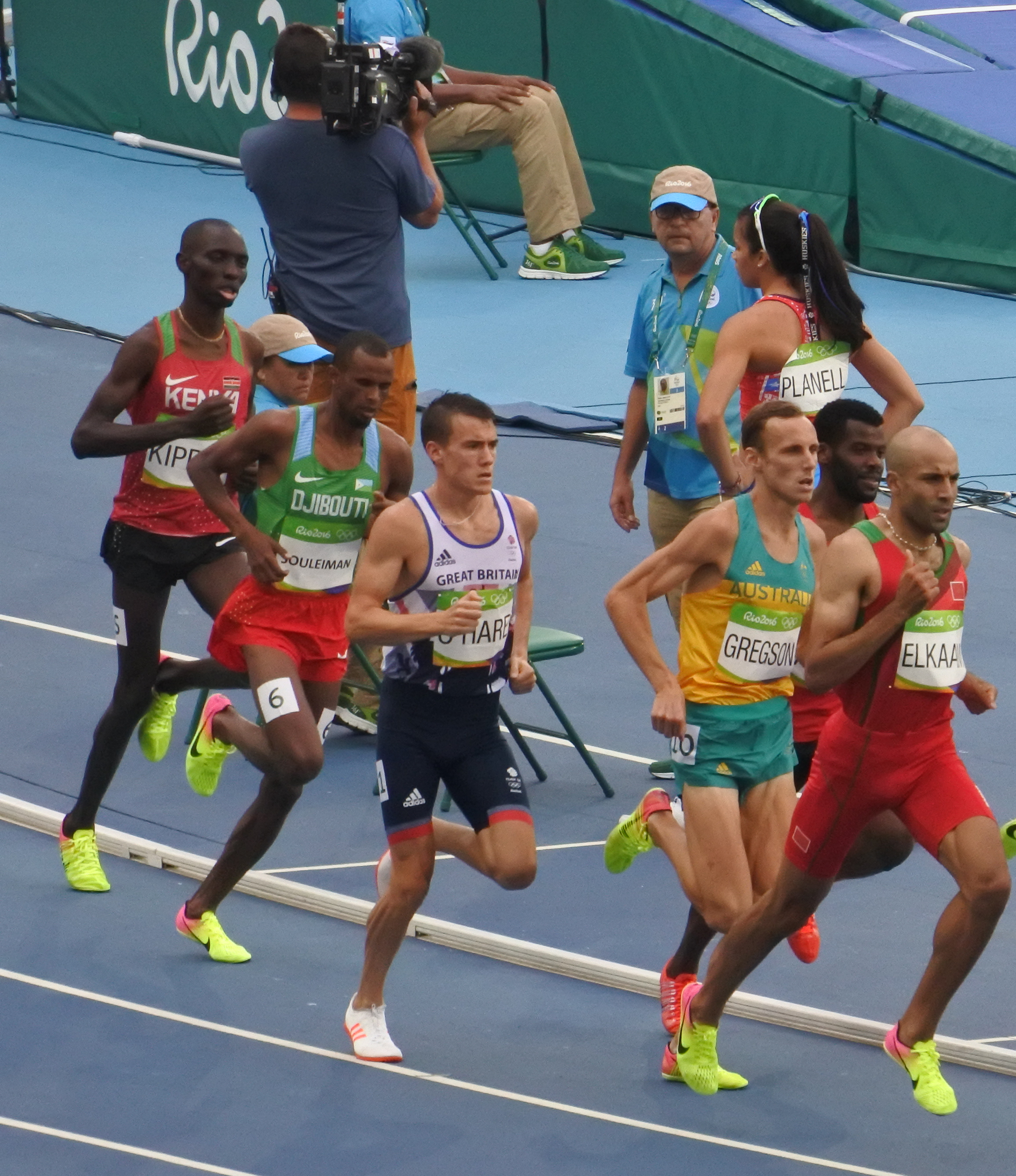
Souleiman during the 1500 m in Rio.

- Note – для трекових дисциплін місце вказане лише для забігу, в якому взяв участь спортсмен
- Q = пройшов у наступне коло напряму
- q = пройшов у наступне коло за добором (для трекових дисциплін - найшвидші часи серед тих, хто не пройшов напряму; для технічних дисциплін - увійшов до визначеної кількості фіналістів за місцем якщо напряму пройшло менше спортсменів, ніж визначена кількість)
- NR = Національний рекорд
- N/A = Коло відсутнє у цій дисципліні
- Bye = спортсменові не потрібно змагатися у цьому колі

Трекові і шосейні дисципліни
| Спортсмен              | Дисципліна                                  | Попередній забіг | Попередній забіг | Півфінал         | Півфінал         | Фінал            | Фінал            |
| Спортсмен              | Дисципліна                                  | Результат        | Місце            | Результат        | Місце            | Результат        | Місце            |
| ---------------------- | ------------------------------------------- | ---------------- | ---------------- | ---------------- | ---------------- | ---------------- | ---------------- |
| Аянлех Сулейман        | біг на 800 метрів (чоловіки)                | 1:45.48          | 1 Q              | 1:45.19          | 4                | Завершив виступ  | Завершив виступ  |
| Абді Вайсс Муядін      | біг на 1500 метрів (чоловіки)               | DNF              | DNF              | Завершив виступ  | Завершив виступ  | Завершив виступ  | Завершив виступ  |
| Аянлех Сулейман        | біг на 1500 метрів (чоловіки)               | 3:39.25          | 3 Q              | 3:39.46          | 2 Q              | 3:50.29          | 4                |
| Мохамед Ісмаїл Ібрагім | біг на 3000 метрів з перешкодами (чоловіки) | 8:53.10          | 12               | Н/Д              | Н/Д              | Завершив виступ  | Завершив виступ  |
| Мумін Гала             | марафонський біг (чоловіки)                 | Н/Д              | Н/Д              | Н/Д              | Н/Д              | 2:13:04          | 12               |
| Кадра Мохамед Дембіл   | біг на 1500 метрів (жінки)                  | 4:42.67          | 12               | Завершила виступ | Завершила виступ | Завершила виступ | Завершила виступ |

## Дзюдо
| Спортсмен  | Категорія           | 1/32 фіналу        | 1/16 фіналу           | 1/8 фіналу         | Чвертьфінали       | Півфінали          | Втішний поєдинок   | Фінал / БМ         | Фінал / БМ      |
| Спортсмен  | Категорія           | Суперник Результат | Суперник Результат    | Суперник Результат | Суперник Результат | Суперник Результат | Суперник Результат | Суперник Результат | Місце           |
| ---------- | ------------------- | ------------------ | --------------------- | ------------------ | ------------------ | ------------------ | ------------------ | ------------------ | --------------- |
| Фуад Анасс | до 66 кг (чоловіки) | Bye                | Ma Db (CHN) L 000–110 | Завершив виступ    | Завершив виступ    | Завершив виступ    | Завершив виступ    | Завершив виступ    | Завершив виступ |

## Плавання
| Спортсмен    | Дисципліна                          | Попередній заплив | Попередній заплив | Півфінал        | Півфінал        | Фінал           | Фінал           |
| Спортсмен    | Дисципліна                          | Час               | Місце             | Час             | Місце           | Час             | Місце           |
| ------------ | ----------------------------------- | ----------------- | ----------------- | --------------- | --------------- | --------------- | --------------- |
| Борхане Абро | 50 метрів вільним стилем (чоловіки) | 27.13             | 74                | Завершив виступ | Завершив виступ | Завершив виступ | Завершив виступ |